# Liste der Naturdenkmale in Schönewalde
Die Liste der Naturdenkmale in Schönewalde enthält alle Bäume, welche als Naturdenkmal in  der Stadt Schönewalde im Landkreis Elbe-Elster durch Rechtsverordnung geschützt sind. Naturdenkmäler sind Einzelschöpfungen der Natur, deren Erhaltung wegen ihrer hervorragenden Schönheit, Seltenheit oder Eigenart oder ihrer ökologischen, wissenschaftlichen, geschichtlichen, volks- oder heimatkundlichen Bedeutung im öffentlichen Interesse liegt. Grundlage ist die Veröffentlichung des Landkreises Elbe-Elster.

## Legende
In den Spalten befinden sich folgende Informationen:
- Nr.: Identifizierungsnummer nach veröffentlichter Liste. Sie wird von der unteren Naturschutzbehörde des Landkreises oder der kreisfreien Stadt vergeben. Wenn sie bekannt ist, wird sie angegeben. In dieser Spalte kann sich zusätzlich das Wort Wikidata befinden, der entsprechende Link führt zu Angaben zu diesem Naturdenkmal bei Wikidata.
- Bezeichnung: Benennung des Naturdenkmals, in der Regel wird bei Bäume die Baumart genannt. Bekannte Eigennamen werden mit angegeben.
- Gemarkung: Ort oder Gemarkung, in der sich das Naturdenkmal befindet
- Lage: Nennt die Lage des Naturdenkmals im jeweiligen Ortsteil und die geografischen Koordinaten des Naturdenkmals. Link zu einem Kartenansichtstool, um Koordinaten zu setzen. In der Kartenansicht sind Naturdenkmale ohne Koordinaten mit einem roten beziehungsweise orangen Marker dargestellt und können in der Karte gesetzt werden. Denkmale ohne Bild sind mit einem blauen bzw. roten Marker gekennzeichnet, Denkmale mit Bild mit einem grünen beziehungsweise orangen Marker.
- Beschreibung: die Beschreibung des Naturdenkmales
- Schutzzweck: Erläutert den Grund der Unterschutzstellung
- Bild: Zeigt ein Bild des Naturdenkmales und gegebenenfalls ein Link zu weiteren Fotos im Medienarchiv Wikimedia Commons

## Liste
| Bild                                    | Bezeichnung | Lage                                                                                                   | Beschreibung | Schutzzweck                                                               | Nummer |
| --------------------------------------- | ----------- | --- | ------------ | ------------------------------------------------------------------------- | ------ |
| BW                                      | Eibe        | Stolzenhain, im Vorgarten des Pfarrgrundstückes; Flur 2, Flurstück 7 (51° 50′ 36,2″ N, 13° 9′ 31,2″ O) |              | Seltenheit, Schönheit                                                     | 194    |
| BW                                      | Eibe        | Stolzenhain, vor dem Kircheneingang; Flur 2, Flurstück 9/1 (51° 50′ 37,3″ N, 13° 9′ 32,4″ O)           |              | Seltenheit, Schönheit                                                     | 195    |
| BW                                      | Eibe        | Stolzenhain, vor dem Kircheneingang; Flur 2, Flurstück 9/1 (51° 50′ 37,3″ N, 13° 9′ 31,8″ O)           |              | Seltenheit, Schönheit                                                     | 196    |
| BW                                      | Eibe        | Stolzenhain, im Vorgarten des Pfarrgrundstückes; Flur 2, Flurstück 7 (51° 50′ 36,3″ N, 13° 9′ 31,9″ O) |              | naturgeschichtlich, Seltenheit, Schönheit                                 | 198    |
| Direkt Bild zu diesem Denkmal hochladen | Stieleiche  | Dubro, neben der Feuerwehr; Flur 2, Flurstück 167 ()                                                   |              | Eigenart, Schönheit                                                       | 199    |
| Fotos hochladen                         | Winterlinde | Hohenkuhnsdorf, Dorfanger; Flur 3, Flurstück 33/2 (51° 51′ 46″ N, 13° 12′ 40,2″ O)                     |              | wissenschaftlich, naturgeschichtlich, landeskundlich, Eigenart, Schönheit | 202    |
| BW                                      | Stieleiche  | Brandis, Landeswald Brandis (Großbusch); Flur 5, Flurstück 46 (51° 45′ 37,4″ N, 13° 9′ 21,1″ O)        |              | wissenschaftlich, naturgeschichtlich, Eigenart, Schönheit                 | 84     |